# Alex Seidel
Alex Seidel (4 de julho de 1909 — 24 de outubro de 1989), foi um engenheiro alemão, fabricante de armas, e co-fundador da Heckler & Koch, juntamente com Theodor Koch e Edmund Heckler. Juntos, os três homens criaram a empresa Heckler & Koch com o nome original de Heckler & Co. em 28 de dezembro de 1949.